# Volutharpa perryi
Volutharpa perryi is een slakkensoort uit de familie van de Buccinidae. De wetenschappelijke naam van de soort is voor het eerst geldig gepubliceerd in 1856 door Jay.